# Hyunseung
Jang Hyun-seung (Hangul: 장현승; Suncheon, Jeolla del Sur, 3 de septiembre de 1989), también conocido como ABLE, es un cantante y bailarín surcoreano. Es conocido por haber sido integrante de la boy band Highlight. Hyunseung fue parte también del dúo Trouble Maker con Hyuna. En diciembre del 2011, el dúo lanzó su EP debut con el sencillo principal, "Trouble Maker".

## Familia y vida personal
Hyunseung nació en Suncheon, Jeolla del Sur, Corea del Sur. Tiene una hermana menor llamada Jang Geu-rim. Su padre falleció en la mañana del 20 de septiembre de 2012 por un repentino ataque al corazón.
Hyunseung asistió a la Universidad Dongshin y se especializó en Música Aplicada.

## Carrera

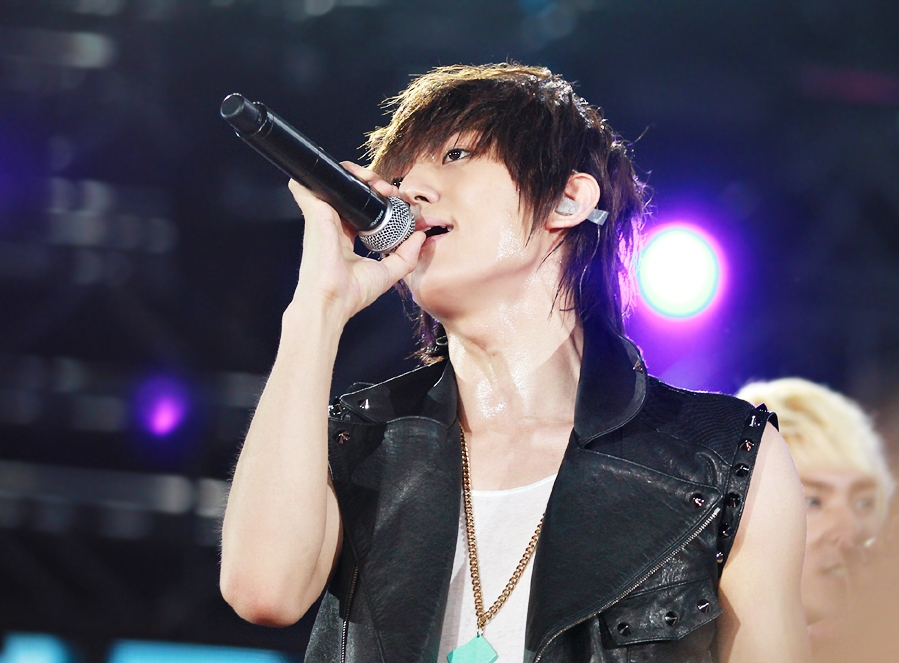
Jang Hyun-seung en el Korean Music Wave en Bangkok el 12 de marzo de 2011.

### 2004–2009: Pre-Debut
En 2004, a la edad de 15 años, Hyunseung tomó parte en las audiciones para YG Entertainment. Él fue eliminado en la segunda ronda, pero luego fue a ver al CEO Yang Hyun-suk después de la frustración de ser eliminado, y fue aceptado como un trainee.
Por un año y cuatro meses, Hyunseung fue un traniee para la boy band Big Bang. Durante este tiempo, él usó el nombre de escenario "So-1", un homónimo para la palabra Coreana "por deseo". Él ganó atención de los medios cuando apareció en el documental del predebut del grupo, "Big Bang Documentary", junto con los miembros G-Dragon, T.O.P, Taeyang, Daesung y Seungri. Apareció en 10 de los 11 episodios, pero fue apartado del grupo en una ronda final de eliminación con Seungri. Yang Hyun-suk sintió que la expresividad y presencia en el escenario de Hyunseung estaban subdesarrolladas en el momento. Su compañero de Beast, Yoon Doo-joon, decidió convertirse en cantante luego de mirar "Big Bang Documentary" con Hyunseung. Hyunseung se refiere a su experiencia en YG como importante en su desarrollo como artista.
Hyunseung más tarde se reunió con su futuro compañero de banda, Yang Yo-Seob. Yoseob convenció a Hyunseung de unirse a Cube Entertainment, conduciéndolo a debutar con Beast.

### 2009–2011: Debut con Beast y Trouble Maker
En 2009, se anunció que Hyunseung formaría parte de la nueva boy band que Cube Entertainment estaría lanzando. Antes del debut, se informó que el nombre del grupo sería "B2ST"; sin embargo, el nombre fue cambiado a "Beast" antes del debut, aunque el grupo conservó la estilización original en todo su material promocional. El grupo debutó en octubre de 2009, con su sencillo debut "Bad Girl". El grupo ha lanzado 3 álbumes Coreanos, 9 EP Coreanos y varios sencillos. En diciembre de 2010, Hyunseung hizo equipo con su compañero Lee Gi-kwang en una subunidad para escribir y componer un track R&B como parte del álbum digital del grupo, "My Story".
En diciembre de 2011, Hyunseung formó una subunidad con su compañera de agencia, Hyuna de 4Minute, llamada "Trouble Maker". Trouble Maker debutó con su miniálbum y sencillo de mismo nombre, Trouble Maker. El 28 de octubre de 2013, el grupo lanzó su segundo miniálbum, Chemistry.

### 2012–2014: Actuaciones en musicales
Hyunseung hizo su debut como actor en el musical "Mozart!". Él actuó como el personaje principal desde finales de julio de 2012 hasta principios de agosto de 2012 en el Sejong Center.
En abril del 2014, Hyunseung actuó en el musical "Bonnie & Clyde". Él actuó como el personaje principal, Clyde, desde el 15 de abril hasta el 29 de junio de 2014, en el BBC Art Center junto con otros artistas, incluyendo a Key de SHINee, Park Hyung Sik de ZE:A, Kahi, y Oh So Yeon.

### 2015: Debut como solista
El 7 de mayo de 2015, Hyunseung lanzó su EP debut como solista, "My". Con excepción de los tracks de BEAST, el álbum de Hyunseung tuvo más influencias sobre cultura hip-hop y cultura pop en su preferencia, como la canción principal del álbum: «Ma first» con Giriboy y «Break Up With Him» con Dok2.
En abril de 2016, Hyunseung fue nominado y ganó el premio al "Mejor Artista Masculino" (Corea del Sur) en el 4th Annual V-Chart Music Awards en China.
El 19 de abril de 2016, Cube Entertainment anunció que él oficialmente dejaría de formar parte del grupo Beast para continuar como solista. La razón de su salida se debió a las diferencias en los estilos musicales entre él y los otros miembros.
El 29 de julio de 2016, Cube Entertainment anunció que Hyunseung se estaría uniendo al programa de competición de baile "Hit The Stage", haciéndola su primera emisión desde que abandonó BEAST.
El 13 de diciembre de 2016, fue confirmado que Hyunseung había renovado su contrato exclusivo con Cube Entertainment.

## Discografía

### Extended Plays
| MY                                                                        | - Liberado: 8 de mayo de 2015 - Etiqueta: Cube Entertaniment - Formato: CD, descarga Digital Track listing 1. "It's Me" 2. "Ma First" (ft. Giriboy) 3. "Breakup With Him" (ft. Tokki) 4. "Dirty Jokes" 5. "Come Out" 6. "I Said I Love You" | 3 | - KOR: 21,925+ |
| "—" Denota libera aquello no gráfico o no fue liberado en aquella región. | |   |                |

### Sencillos
| Título                          | Año  | Posiciones en los Chart | Ventas         | Álbum |
| Título                          | Año  | KOR                     | Ventas         | Álbum |
| ------------------------------- | ---- | ----------------------- | -------------- | ----- |
| "Ma First" (con Giriboy)        | 2015 | 28                      | - KOR: 116,414 | MY    |
| "Break Up With Him" (con Tokki) | 2015 | 70                      | - KOR: 23,804  | MY    |
| "HOME"                          | 2017 | —                       | —              | —     |

### Otros canciones en los charts
| Título              | Año  | Posiciones en los Chart | Ventas        | Álbum |
| Título              | Año  | KOR                     | Ventas        | Álbum |
| ------------------- | ---- | ----------------------- | ------------- | ----- |
| "Dirty Jokes"       | 2015 | 100                     | - KOR: 17,804 | MY    |
| "I Said I Love You" | 2015 | —                       | - KOR: 12,617 | MY    |

### Features & OST
| Año  | Fecha | Título                               | Artista                                     | Álbum                      |
| ---- | ----- | ------------------------------------ | ------------------------------------------- | -------------------------- |
| 2011 | 05/09 | “Loving U”                           | Yoon Doojoon, Jang Hyunseung, Yang Yoseob   | All My Love OST            |
| 2012 | 07/03 | “나는 나는 음악” (“I Am, I'm Music”) | Jang Hyunseung para el musical "Mozart!"    | -                          |
| 2013 | 01.03 | “일년전에” (“One Year Ago”)          | Jang Hyun-seung, Jung Eun-ji, y Kim Nam-joo | ‘A CUBE' FOR SEASON #WHITE |

## Filmografía

### Programas de televisión
| Año  | Título                                 | Canal         | Nota                          |
| ---- | -------------------------------------- | ------------- | ----------------------------- |
| 2006 | Big Bang Documentary                   | MTV           | —                             |
| 2009 | MTV B2ST                               | SBS MTV       | Programa Reality con Beast    |
| 2010 | MTV Beast Almighty                     | SBS MTV       | Programa Reality con Beast    |
| 2010 | Idol Maid                              | MBC           | Programa Reality con Beast    |
| 2010 | SHIN PD Variety Show                   | SBS           | Invitado con Beast            |
| 2011 | Exciting Cube TV                       | Mnet Japan    | —                             |
| 2012 | Win Win (승승장구)                     | KBS           | Invitado con Beast, Ep. 103   |
| 2012 | Hola Asesor                            | TV Show (KBS) | Invitado con Beast, Ep. 88    |
| 2012 | Hello Counselor                        | KBS2          | Invitado, Ep. 88              |
| 2012 | Weekly Idol                            | MBC           | Ep. 58-59 con Beast           |
| 2012 | 2012 Idol Star Athletics Championships | MBC           | Con Beast                     |
| 2013 | Inmortal Song 2                        | TV Show (KBS) | —                             |
| 2013 | Hello Counselor                        | TV Show (KBS) | Invitado con Beast, Ep. 138   |
| 2013 | Weekly Idol                            | MBC           | Ep. 109-110 con Beast         |
| 2014 | Inmortal Song 2                        | KBS           | —                             |
| 2014 | Weekly Idol                            | MBC Every1    | Invitado con Beast, Ep. 151   |
| 2014 | Burning the Beast                      | MBC Every1    | Temporada 2 con Beast         |
| 2014 | TV Entertainment Tonight               | SBS           | Con Beast                     |
| 2015 | Weekly Idol                            | MBC Every1    | Invitado (con Beast), Ep. 209 |
| 2016 | Hit the Stage                          | Mnet          | Concursante, Ep. 3-8          |

## Premios y nominaciones
| Año  | Premio                 | Categoría             | Trabajo nominado | Resultado |
| ---- | ---------------------- | --------------------- | ---------------- | --------- |
| 2016 | The 4th V Chart Awards | Top Male-Artist Korea | Hyunseung        | Ganador   |